# Осада Киева (898)
Осада Киева венграми 898 года — гипотетическое нападение кочевников-венгров во главе с ханом Альмошем на Киев в ходе их перекочёвки на запад и завоевания Паннонской равнины.

## Обстоятельства
Gesta Hungarorum (Деяния венгров), поздний венгерский источник, написанный в эпоху правления Белы III (1172—1196), излагает общий ход событий, хотя и включает при этом многие детали, соответствующие обстановке XII—XIII веков.
Венгры переправились на правый берег Днепра на плотах. Киевский князь, не названный по имени, выступил против них со своими степными союзниками, названными половцами, был разбит в сражении и скрылся за городскими стенами. На вторую неделю осады венгры пошли на приступ. Город не был взят, и начались мирные переговоры, в результате которых русы выплатили венграм 10 тысяч марок, и те покинули киевские земли.
Перекочёвка венгров через киевские земли упомянута в Повести временных лет: «Идоша угре мимо Киевъ горою, еже ся зоветь нынѣ Угорьское, и пришедше къ Днѣпру, сташа вежами; бѣша бо ходяще, яко и половци. И пришедше от въстока и устремишася чересъ горы великыя, иже прозвашася горы Угорьскыя, и почаша воевати на живущая ту» («Шли угры мимо Киева горою, которая прозывается теперь Угорской, и пришли к Днепру, стали вежами: ходили они так же, как теперь половцы. И, придя с востока, устремились через великие горы, которые называются Угорскими, и стали воевать с жившими там»). Иногда на основании этого отрывка предполагается, что Олмош (Альмош) возглавлял мадьярские племена во время событий под Киевом и даже мог быть основателем Церкви Святого Николая на Аскольдовой могиле, что сомнительно как в силу хронологических нестыковок, так и по причине языческого вероисповедания Альмоша и венгров того времени.

## Датировка
В условной датировке начальной части Повести временных лет события отнесены к периоду правления в Киеве Олега, к 898 году. Однако, даты начала и окончания перекочёвки венгров в Паннонию (889—896), а также нахождение Альмоша (умер в 895 году) во главе венгерского войска позволяют датировать событие немного более ранним временем.

## Память
В память об этом событии по проекту Яноша Вига в Угорском урочище был в 1997 году установлен памятный знак.